# Anthony Thieme
Pour les articles homonymes, voir Thieme.
Anthony Thieme, né le 20 février 1888 à Rotterdam, et mort le 1954, est un artiste peintre et graveur néerlandais actif aux États-Unis.

## Biographie
Anthony Thieme est né le 20 février 1888 à Rotterdam. Il est un élève de George Hacker. Il est formé à l'Académie van Beeldende Kunsten à Rotterdam en 1902 et à l'Académie van Beeldende Kunsten à La Haye en 1905. Par la suite il étudie sous Garlobini, Guardaciona et Mancini. Il devient citoyen américain en 1936.
Anthony Thieme meurt en 1954.